# Гржебин, Зиновий Исаевич
Зино́вий Иса́евич Грже́бин (при рождении Зе́йлик Ши́евич Грже́бин; 1877, Чугуев, Харьковская губерния — 4 февраля 1929, Ванв, Франция) — русский издатель, работавший в Санкт-Петербурге, внёсший значительный вклад в развитие литературы Серебряного века и книгопечатание начала XX века в России.
Выходец из бедной семьи отставного военного, он сумел получить художественное образование за границей и переехал в Санкт-Петербург в 1905 году. Будучи по профессии карикатуристом-графиком, Гржебин практически сразу занялся издательским делом. Первым его проектом стал журнал политической сатиры «Жупел», за который Зиновий Исаевич был осуждён на год тюрьмы, однако получил широкую славу в литературных кругах и приобрёл массу сторонников. Ещё находясь в заключении, Гржебин перевыпустил журнал под названием «Адская почта», который также вскоре был закрыт Цензурным комитетом, но вошёл в историю российского книгопечатания за выдающуюся художественную ценность материалов.
В 1906 году открыл издательство «Шиповник», которое быстро стало одним из крупнейших независимых предприятий на книжном рынке страны. В «Шиповнике» выпускали как художественную, так и научную литературу, переводные издания, прозу и стихотворения классиков и молодых, ещё не получивших широкой известности авторов.
Гржебин также участвовал в организации издательств «Парус», «Пантеон», «Всемирная литература», «Издательство З. И. Гржебина», а также газеты «Новая жизнь», журнала «Отечество» и других.
После революции эмигрировал, за границей пытался наладить работу собственного издательства, печатая книги на русском языке для импорта в РСФСР. Вложил в дело все личные накопления, был разорён из-за разрыва контракта Торговым представительством РСФСР, которое отказалось выкупать уже готовые тиражи. Скончался в Париже в 1929 году от разрыва сердца.

## Биография

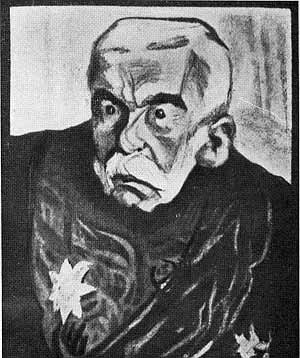
Граф Дурново, рисунок З. И. Гржебина, 1905

### Ранние годы и образование
Зиновий Исаевич (Зелик Шиевич) Гржебин родился в июле 1877 года в городе Чугуев Харьковской губернии в семье царицынского мещанина Шии Гржебина. По воспоминаниям Ильи Репина, также уроженца Чугуева, город был «заштатный, военный, <…> в глуши, <…>, культа к искусствам не питающий». В письме Ленину А. М. Горький, подчёркивая «настойчивость, упорство и выдержку» издателя, отмечал: «Гржебин вышел из семьи, где не только не знали книгу, но говорить по-русски не умели», «всё его детство прошло в кошмарной нищете, невежестве, до 13 лет он не знал азбуки. Это его чисто еврейское упорство и стремление выйти в люди меня больше всего восхищают». Отец семейства как кантонист отслужил 25 лет в армии, благодаря чему семья получила некоторые льготы — в том числе послабление запрета на проживание евреев в двух столицах. В 1890-х годах Гржебины переехали в Одессу, где жили его старшие брат Абрам и сестра Лея. И в одесский, и в петербургский период жизни Гржебин оставался мещанином Царицына Саратовской губернии. В 1899 году Зиновий Гржебин окончил Харьковскую школу рисования и живописи (по некоторым источникам — Одесскую рисовальную школу) — художником к тому времени уже был его старший брат Нахман.
После выпуска Гржебин отправился за границу: его сестра Сара Овшиевна Фарбман и её супруг Григорий Абрамович учились в Германии и Швейцарии. Зиновий Исаевич поступил в школу-студию Шимона Холлоши в Мюнхене на один курс с Мстиславом Добужинским и Игорем Грабарем, где стал одним из любимых учеников. Затем он учился в парижской частной художественной школе Антона Ашбе.

### Начало карьеры

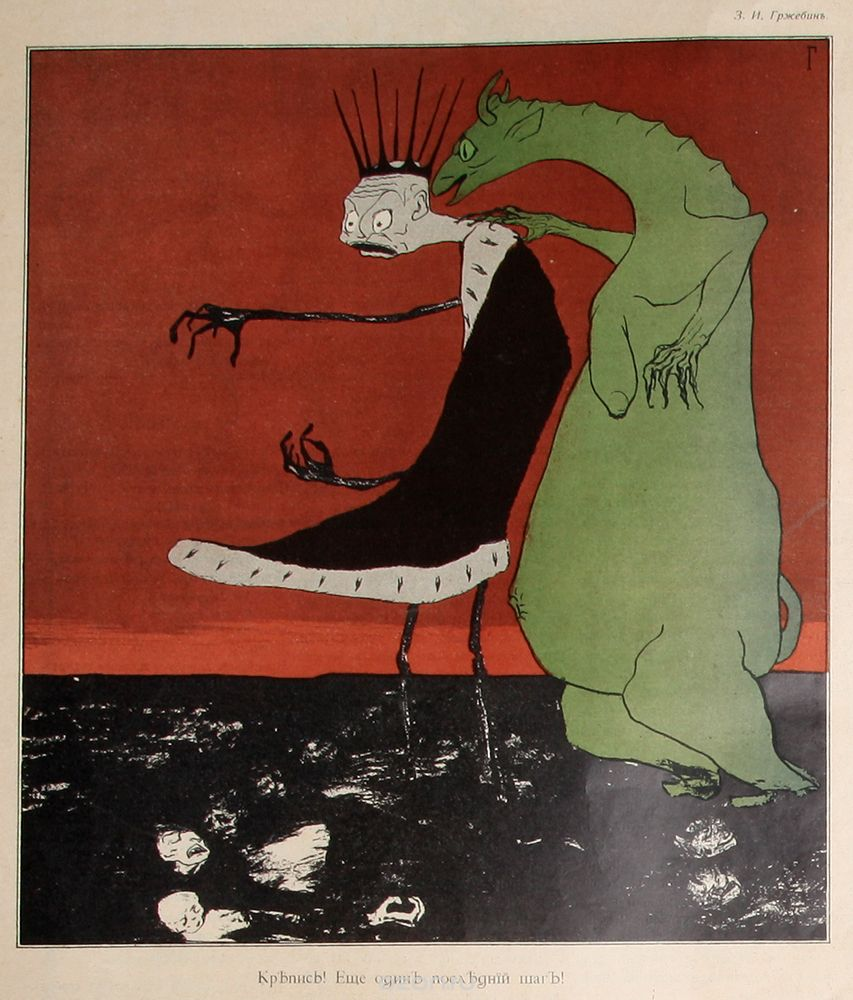
«Крепись! Ещё один последний шаг!» (Журнал «Жупел» № 3, 1906 г.), З. И. Гржебин

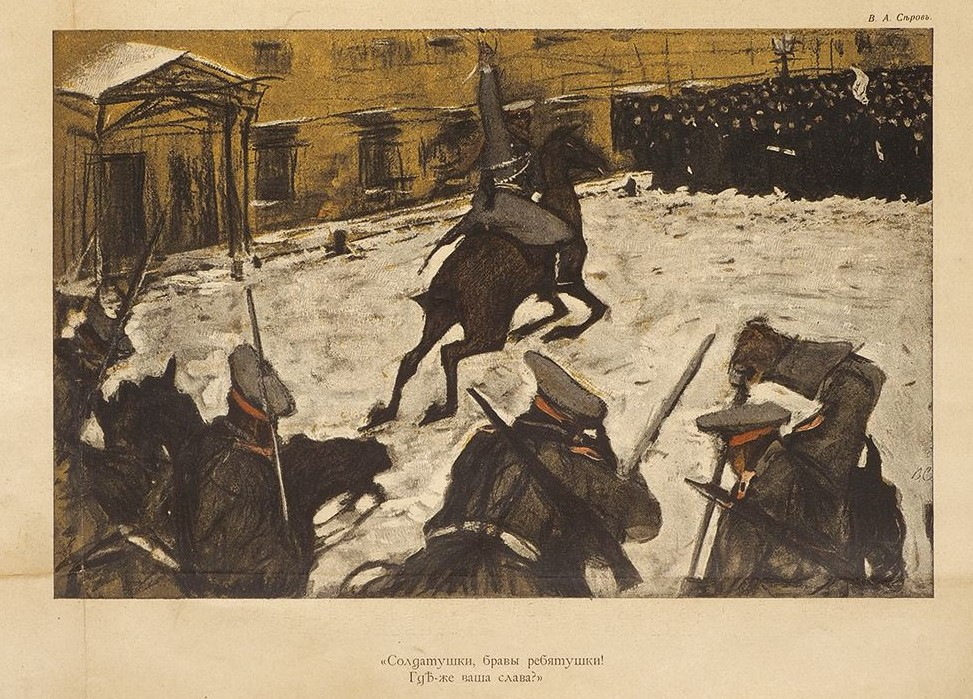
Валентин Серов, «Разгон демонстрации в Москве, близ Училища живописи, ваяния и зодчества в октябре 1905», журнал «Жупел»

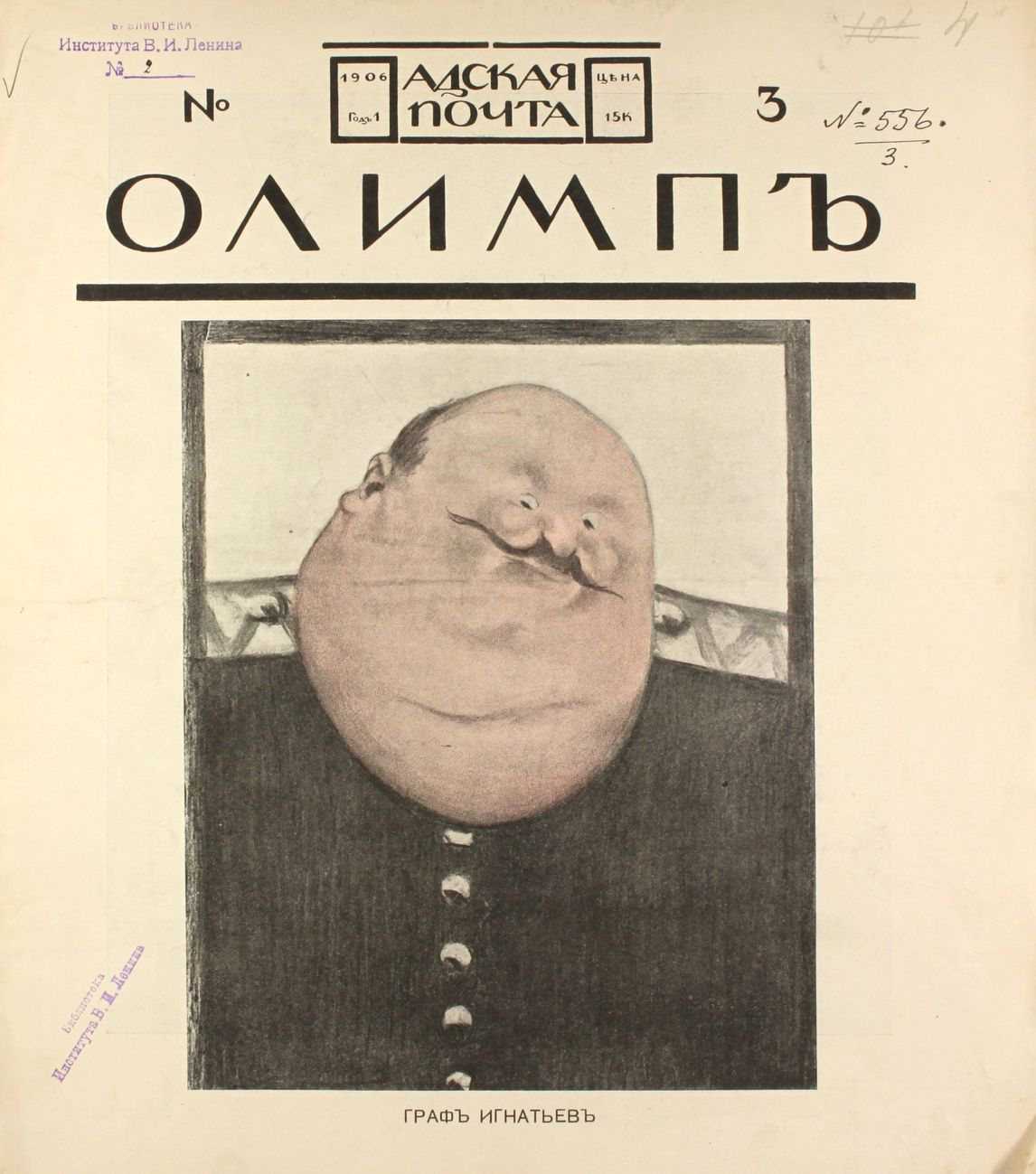
Карикатура в журнале «Адская почта», 1906

По воспоминаниям Корнея Чуковского, с которым Гржебин многие годы был дружен и часто сотрудничал, в 1905 году Зиновий Исаевич вернулся в Россию «сионистом без гроша за душою». Первым местом работы стал для него журнал «Живописное обозрение» Игнатия Потапенко. Как о художнике о Гржебине отзывались не очень высоко, редкие его работы одобрительно воспринимала критика, однако выдающиеся работоспособность и энергичность помогли ему обрасти массой дружеских связей и знакомств в литературно-издательской среде.
В конце 1905 года Гржебин основал журнал «Жупел» — сатирическое издание с выраженной антимонархической направленностью. По воспоминаниям Добужинского, Гржебин тогда впервые проявил себя как выдающийся организатор и «совершил действительно чудо, убедив своим пылом и раскачав и объединив в своём порыве даже самых, казалось бы, индифферентных людей». Первый номер журнала вышел в декабре 1905-го и был высоко оценён современниками не в последнюю очередь за высокое качество иллюстраций и оформления. Успех у читателей был обеспечен ещё и благодаря тому, что в «Жупеле» были представлены работы и модернистов, и реалистов. Две этих группы постоянно соперничали, только Гржебину удавалось со всеми поддерживать хорошие отношения и даже объединять в одном проекте.
Сатирический «Жупел» привлёк внимание властей и цензуры, за резкие статьи и карикатуры (в том числе собственную «Орёл-оборотень» на Николая II) Гржебин был арестован сразу после выхода первого номера. Официальной причиной закрытия журнала назвали публикацию в третьем номере «Песни солдатской» Александра Куприна. В архивах отделения цензуры была позднее обнаружена записка министра Петра Дурново от 25 декабря 1905 года, по которой в один день прокуратура составила дело и постановила привлечь создателей «Жупела» к уголовной ответственности. Некоторое время Гржебину удавалось скрываться, однако он всё же был арестован и отправлен в Выборгскую пересыльную тюрьму, а из неё — в «Кресты». В январе 1906 года «Жупел» перестал существовать.
Даже находясь в заключении, Зиновий Исаевич смог продолжать издательскую работу. В 1906 году он основал журнал «Адская почта», в честь одноимённого издания времён Екатерины II. Официально владельцем издания был оформлен художник Евгений Лансере, а работу вёл практически в полном составе коллектив закрытого журнала «Жупел». «Адская почта» была также «превосходно оформлена», иллюстрации к ней создавали художники «Мира искусства». Подобно предшественнику, журнал оказался закрыт по решению властей, весь тираж четвёртого номера был конфискован прямо в типографии. Только благодаря заступничеству Сергея Боткина и ходатайствам друзей — Мстислава Добужинского и Ивана Билибина — Гржебина досрочно выпустили «на поруки» спустя восемь месяцев заключения.

### Первый издательский опыт

#### Издательство «Пантеон»
После того, как были закрыты «Жупел» и «Адская почта», Гржебин не только попал в тюрьму, но и лишился права на издательскую деятельность до осени 1908 года. Поэтому официально следующее его детище — издательство «Пантеон» — было оформлено на шурина Михаила Константиновича Дориомедова (1885—1920). В сентябре 1908 года его сменили Александр Ансельмович Ройхель (1885—1933) и Александр Моисеевич Тумаркин (1885—1941). Только в январе 1910 года издательство оформили на Гржебина и его зятя Григория Абрамовича Фарбмана.
«Пантеон» работал с 1907 по 1912 год и был открыт для выпуска главных литературных шедевров европейской культуры. Идея этого издательства возникла на волне германофильства и вновь возросшего интереса к античности в российском обществе второй половины 1900-х годов. Кроме того, значительная часть интеллигенции разочаровалась в революционных идеалах после 1905—1907 годов, «усилилась потребность в стабильности и гармонии, [стремление] к аполлонизму». Изначально «Пантеон» задумывался как журнал, но выпускать периодическое издание оказалось слишком сложно и дорого, поэтому Гржебин решил сосредоточиться на выпуске переводной литературы.
С «Пантеоном» сотрудничали выдающиеся литераторы эпохи: скандинавский отдел возглавил Юргис Балтрушайтис, итальянский — Наум Виленкин, испанский и английский отделы — Константин Бальмонт, русский и французский — Валерий Брюсов. Оформлением занимались Александр Бенуа, Иван Билибин, Мстислав Добужинский, Евгений Лансере, Николай Рерих и другие. В 1908 году была опубликована «Праматерь» Франца Грильпарцера, в 1909-м — «Книга Иорам» Рудольфа Борхардта, в 1909—1910 — «Петер Шлемиль» графа Шамиссо де Бонкура и «Песнь песней Соломона» в переводе Абрама Эфроса. Всего к 1911 году под маркой «Пантеона» вышли 57 полноценных изданий и масса мелких (каталогов, листовок и проч.)

#### Издательство «Шиповник»
Вместе с Соломоном Копельманом и его сестрой в 1906 году Гржебин основал частное издательство «Шиповник». Оно быстро превратилось в одно из ведущих в России и снискало славу передового, так как выпускало молодых и малоизвестных, а не только прославленных авторов. В «Шиповнике» были опубликованы 26 одноимённых альманахов художественной литературы, цикл «Северных сборников» с произведениями скандинавских авторов, детские книги, публицистика, «Юмористическая библиотека» и многое другое.

#### Прочие проекты
В 1914 году Гржебин запустил патриотический журнал «Отечество», который явно противопоставлялся пацифистскому журналу «Летопись» Максима Горького. Издательство «Отечество» проработало до 1919 года, в нём вышли отдельной книгой «Стихи о России» Александра Блока.
В 1916 году совместно с Горьким участвовал в открытии издательства «Парус», в 1917—1918 годах возглавлял контору газеты «Новая жизнь».

### После революции
Вспоминая революционно настроенные издания начала карьеры Гржебина, после организации РСФСР его охарактеризовали как «симпатизирующего режиму». По рекомендации Александра Бенуа Гржебин был включён в список деятелей культуры, которых планировали пригласить на работу в новое министерство изящных искусств. В 1918 году Максим Горький, Александр Тихонов (Серебров), И. П. Ладыжников и Гржебин открыли издательство «Всемирная литература», где последний был назначен главой производственно-издательского отдела. Отделения «Всемирной литературы» были открыты в Петрограде, Москве, Стокгольме и Берлине. При этом параллельно стали более влиятельными многочисленные недоброжелатели, в прессе стали публиковаться статьи, дискредитирующие Гржебина и наносящие урон его репутации.
В 1919 году Гржебин открыл ещё одно предприятие — «Издательство З. И. Гржебина», где Горькому предоставил пост председателя редакционного совета. В дальнейшем оба предприятия получили общее прозвище «горьковские издательства». После согласования с Вацлавом Воровским, Анатолием Луначарским и лично Владимиром Лениным, 10 января 1920 года между «Издательством З. И. Гржебина» и Госиздатом был заключён договор на выпуск 54 наименований книг. Печатную бумагу на сумму 25 млн рублей Горький должен был лично привезти из Финляндии. Уже в апреле 1920 года у Гржебина начались сложности: председатель петербургского отделения Госиздата Илья Ионов отказывался выдавать тексты классических авторов, которые уже прошли редактуру Наркомпроса и по договору должны были отправиться в печать в издательстве Зиновия Исаевича. Только после обращения Горького к Ленину последний личным предписанием обязал Ионова выдать рукописи.
После революции книгопечатание в РСФСР фактически остановилось: во всей стране не было исправной типографской техники, работников, бумаги и топлива. При этом властям литература была нужна как для агитационной, так и для просветительской деятельности, наблюдалась также острая нехватка учебной литературы. Гржебин подал Горькому идею: открыть филиал издательства в Германии и печатать книги там, привозя в Россию уже готовые тиражи. В мае 1920 была собрана специальная комиссия с представителями Совнаркома, Наркомвнешторга, Госиздата и других ведомств для обсуждения возможности предоставить частному издательству Гржебина средств на печать книг за границей. Противников предоставления государственной субсидии было множество: Леонид Красин утверждал, что «по отсутствию средств вынуждены отказывать [даже] лазаретам и детским приютам в выписке сгущённого молока и лекарств». На тот момент заведующим административно-техническим аппаратом Госиздата был Самуил Закс, который работал у Гржебина ещё в «Шиповнике» и испытывал сильную личную неприязнь к Зиновию Исаевичу. Закс (по выражению Горького, «известный гржебиноед») приложил массу усилий, чтобы заблокировать все планы нового издательства. Помимо прочего, Гржебина обвиняли в намеренном завышении цен на издания для РСФСР. В конечном итоге Гржебин печатал книги на собственные средства и в течение почти двух лет пытался получить оплату от Госиздата. После массы проволочек и нескольких отставок[прояснить] деньги ему частично выплатили. Качество книг и проделанной работы было признано очень высоким. Ленин, который симпатизировал Горькому и через него — Гржебину, принял решение и в дальнейшем сотрудничать с Зиновием Исаевичем.

### Эмиграция

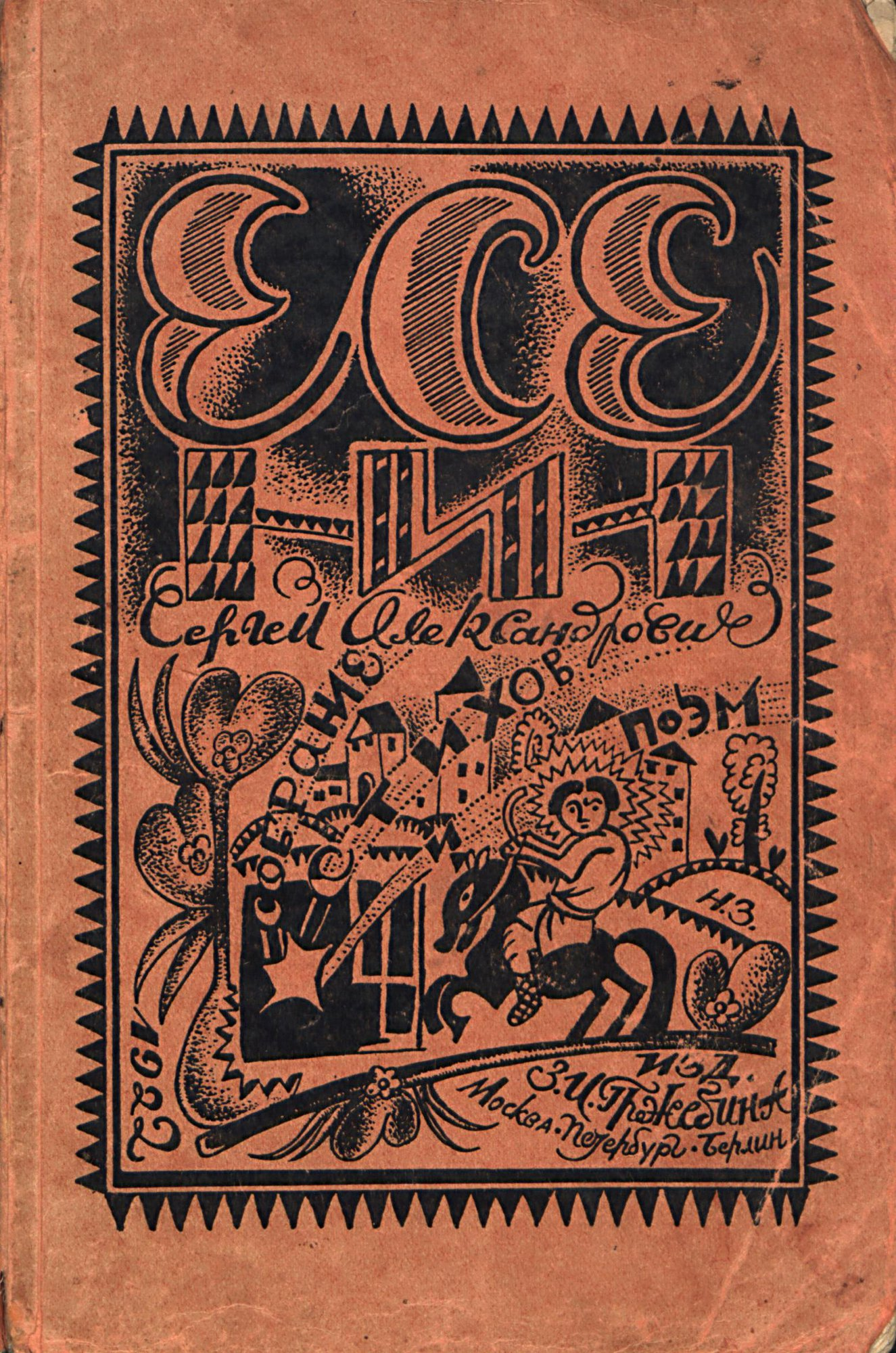
Есенин С.А. Собрание стихов и поэм. Т.I., 1922 г. (изд. Гржебина З.И.)

В сентябре 1921 года из-за границы поступили первые крупные партии бумаги, были демобилизованы из Красной Армии рабочие-печатники, деятельность советских издательств начала налаживаться. Уже в следующем месяце Совнарком постановил вести всё книгопечатание только в России и упразднить все заграничные государственные издательские органы, только при исключительно сложных технологических процессах разрешалось производство за рубежом, и то по особому постановлению СТО. В этих условиях деятельность «Всемирной литературы» Горького потеряла смысл.
Одновременно с Максимом Горьким, Гржебин с семьёй покинули Россию в середине октября 1921 года. Разрешение на выезд было получено после докладной записки Зиновия Исаевича, в которой он объяснял выбор страны (Германии) и обоснование для отъезда — организацию издательства русской литературы. На тот момент экономика Германии ещё не оправилась от последствий войны, налоги и стоимость производства на экспорт были низкими, валюта — неустойчивой. Кроме того, сам процесс книгопечатания на русском был отлично налажен в довоенные годы, остались множество типографий и русскоязычных наборщиков.
Пробыв две недели в Финляндии, Гржебины отправились в Швецию, а после — в Берлин. В Берлине по адресу Lützowstraße, 27, Гржебин основал филиал своего частного издательства. Часть средств на открытие удалось взять в кредит у немецких компаний, остальные он вложил из собственных накоплений, которые удалось вывезти из России.
С мая 1922 по октябрь 1923 берлинское издательство Гржебина выпустило 225 книг на русском языке: художественную литературу классиков и современных авторов, поэзию, научные работы — пятитомник Ореста Хвольсона по физике, «Тектологию» Александра Богданова и Ольги Добиаш-Рождественской. В конце 1923-го Гржебин организовал выставку, на которой представил опубликованные за последние два года книги. По воспоминаниям Елены Гржебиной, событие это привлекло «весь русский Берлин» и имело большой успех.

### Сотрудничество с Госиздатом
24 июня 1922 года Гржебин заключил договор с Торговым представительством России на печать 54 наименований книг и значительного объёма вспомогательной продукции — листовок, карт, учебных пособий. Часть художественных произведений была взята из рукописей, которые в послереволюционный период Гржебин выкупал на личные средства. Так как советское правительство отказалось покрывать расходы на печать в Германии, согласившись оплачивать только готовую продукцию, Гржебин вложил в печать 30 млн германских марок.
В одном из писем февраля 1923 года Гржебин так характеризовал свою работу последнего года:

Я готов печатать от Ленина до Шульгина и ещё правее, если это будет талантливо и правдиво (вернее, искренно <…>) Я совершенно независим и печатаю то, что нахожу нужным. Я не могу оторваться от России, хочу, чтобы мои книги попали в Россию…

Однако в 1923 году Торгпредство в одностороннем порядке расторгло заключённый с издательством Гржебина договор, а советская власть запретила импорт любых изданий на русском языке. Согласно исследованию Владислава Ходасевича, этот ход был продуманным и умышленным действием, направленным на разорение зарубежных издательств на русском языке:

действовала чистой воды провокация: в Москве хотели заставить зарубежных издателей произвести крупные затраты в расчёте на огромный внутрироссийский рынок, а затем границу закрыть и издателей разорить. Так и вышло: целый ряд берлинских издательств взорвался на этой мине. С издателем Гржебиным поступили ещё коварнее: ему надавали твёрдых заказов на определённые книги, в том числе на учебники, на классиков и т. д. Он вложил в это дело все свои средства, но книг у него не взяли, и он был разорён вдребезги. Но <…> провокация обнаружилась лишь впоследствии.
В мае 1923 года в Берлине состоялся суд по факту нарушения договора между Торговым представительством России и Гржебиным. Сохранились протокол заседания с подписями присяжных и председателя, профессора Фёдора Брауна. Суд наложил на Торгпредство России обязательство выплатить Гржебину издержки и компенсировать затраченные на выпуск книг средства. Тем не менее денег ему не выплатили, а распродать выпущенные тиражи ему не удавалось.

### Последние годы
6 октября 1923 года Гржебин покинул Берлин и вместе со всей семьёй переехал в Париж, где снова пытался открыть издательство. Он продолжал вести активную переписку со многими друзьями и коллегами, предлагая различные проекты. В прессе продолжалась кампания по дискредитации Гржебина и его работы. В 1924-м в парижском издании «Русской газеты» была опубликована анонимная статья, обвинявшая Зиновия Исаевича в шпионаже в пользу советской власти и попытках разбогатеть «на большевистских деньгах». Многие друзья Гржебина и даже берлинский Союз русских издателей прислали ему письма с выражением поддержки и вступили в полемику в прессе, пытаясь восстановить урон репутации издателя от направленных на него статей. Однако только спустя год в «Русской газете» напечатали опровержение.
В конце 1924 года Гржебин поехал в Берлин в попытке получить деньги, которые по решению суда должно ему было выплатить Торгпредство России в счёт расторгнутого договора, однако его усилия успехом не увенчались. Вернувшись в Париж, он продолжал попытки наладить новое дело, «по инерции покупая новые рукописи». Здоровье Зиновия Исаевича было подорвано стрессами, прогрессировало заболевание сердца, средств на жизнь практически не было. Через полпреда СССР во Франции Валериана Довгалевского он раз в несколько недель получал суммы в 200—300 долларов за выпуск принадлежавших ему рассказов Горького. После нескольких лет безуспешных попыток вернуться к работе, 4 февраля 1929 года Гржебин скончался в Париже от разрыва сердца. Члены его семьи — супруга с пятью детьми и тёща — долгие годы жили в нищете, пытаясь расплатиться с колоссальными долгами.

## Эпизоды из жизни и оценка современников
Когда в 1916 году Гржебина призвали в армию, за помощью в организации отсрочки через Чуковского он обратился к британскому послу Бьюкенену. В переговоры вмешался Константин Сомов, который отозвался о Гржебине как о «мелком мазурике» и воре, обвинил в краже своего гонорара. Только усилиями Чуковского, который был твёрдо убеждён в беспочвенности обвинений, Гржебин был освобождён от воинской службы. В воспоминаниях Корнея Ивановича Гржебин остался как

один из самых привлекательных людей, которых я встречал в своей жизни. Его слоновая неповоротливость, его толстокожесть, <…>, самая его неспособность к интеллектуальным разговорам, — всё это нравилось в нём. Он был перед вами весь как на ладони — и это тоже располагало к нему.

Леонид Андреев вспоминал, что любил читать свои произведения Гржебину. Тот слушал «сонно, молчаливо. Но когда какое-нибудь место ему понравится, он начинает нюхать воздух, будто учуял запах бифштекса». И тогда Андреев понимал, что эта часть была действительно удачной. Добужинский отзывался о Гржебине как о человеке «необыкновенно доброй и отзывчивой души», истинном «поэте дела». Даже те, с кем у Гржебина были напряжённые отношения, признавали его коммерческий и издательский талант и выдающуюся работоспособность.
Наиболее негативно о Гржебине отзывались Мережковский и Гиппиус. Зинаида Гиппиус так характеризовала Гржебина:
Прирожденный паразит и мародер интеллигентской среды. Вечно он околачивался около всяких литературных предприятий, издательств, — к некоторым даже присасывался, — но в общем удачи не имел.

Гиппиус также обвиняла Гржебина в том, что он «буквально за несколько кусков хлеба» покупал её рукописи, а Мережковский называл «мешочником» и «литературным паразитом», скупившим «за гроши всю русскую литературу». При этом Гржебин писал в открытом опровержении в «Русской книге», что Гиппиус рукописи так и не сдала, а Мережковский, в 1918-м году получив от Гржебина сумму в рублях, равную 15 тыс. фунтов стерлингов за «Избранные сочинения», немедленно начал перепродавать свои произведения другим издательствам, умышленно нарушая правила договора.
Известно, что в 1918 году Гржебин передал Максиму Горькому 30 тысяч рублей личных средств, на которые был организован тайный выезд на границу великого князя Гавриила Константиновича и его супруги. При этом всего пять лет спустя, в эмиграции, семья Гржебина осталась без средств к существованию.
20 ноября 1919 года Максим Горький, в знак признательности за многолетнюю дружбу, подарил Гржебину литературные права на собственные «Избранные рассказы», подразумевающие доход со всех переизданий. В Париже в 1928 году Гржебин узнал, что Горький выпустил эти рассказы через Госиздат в России. На несколько недоумённых писем от бывшего друга Горький не ответил, после разбирательств через третьих лиц предложил частично оплатить гонорар в рублях. Гржебин, «находясь в отчаянном положении», согласился отказаться от своих прав на книгу в обмен на единовременную выплату в долларах. Оплата от Горького пришла только после смерти издателя, в конце 1929 года.

### Семья
В 1910-х годах Гржебины жили в доме № 7 на Таврической улице, соседями их были Зинаида Гиппиус и Дмитрий Мережковский. По воспоминаниям дочери издателя Елены Зиновьевны Гржебиной, в их квартире часто бывали Серафима Ремизова, Юрий Анненков, Виктор Шкловский, Александр Бенуа и Вальтер Нувель:

После традиционного чая устраивались всевозможные игры, которыми увлекались взрослые не меньше детей. Играли в шарады, в прятки, в фанты и т. д. Бенуа изощрялся в выдумках фантов, а <…> М. С. Фарбман, представляя шарады, устраивал целые спектакли. Однажды, играя в прятки, Шкловский забрался под стол. Его долго искали, и когда наконец нашли, его с трудом вытащили из-под стола.

Часто навещал Зиновия Исаевича Корней Чуковский, который был дружен со всеми его домочадцами. В честь Ляли, дочки Гржебина, он назвал девочку-героиню в сказке «Крокодил». В мемуарах Чуковский вспоминал, что при строках «А на Таврической улице мамочка Лялечку ждёт» он ясно представлял себе супругу Зиновия Гржебина Марию Константиновну  (в девичестве Дореомедову, 1880—1968). Саму её писатель называл «милой, худощавой, преданной ему [Гржебину] женщиной». Всего у Гржебиных было пять детей, три дочери — Лия (1906—1991), Ирина (Irina Grjebina, 6 сентября 1907 — 17 августа 1994) и Елена (1909—1990), и двое сыновей — Алексей и Товий, который родился уже после отъезда семьи за границу. С раннего детства девочки увлекались танцами, в 1938 году Лия и Ирина открыли в Париже собственную школу балета (Ecole chorégraphique du ballet russe — 11 rue Jules Chaplain), а до того Ирина Гржебина в 1926 году дебютировала как танцовщица в Женевской Большой опере, с 1929 года несколько лет работала в Русской опере Парижа (позднее «Русский балет Ирины Гржебиной» считался одной из лучших частных балетных школ страны). Лия Гржебина в 1930 году вышла замуж за художника Лазаря Осиповича Воловика. Алексей (фр. Alexis Grjebine, 1918—1988) стал ботаником и энтомологом, Товий — физиком, только Елена Гржебина связала свою жизнь с литературой.  
У Зиновия Гржебина было два брата и две сестры:
- Брат — Нахман Шиевич (Наум Исаевич) Гржебин (28 ноября 1861—1928), родился в Саратове, в юности жил в Астрахани, — художник, график, книжный иллюстратор, входил в объединение «Мир искусства». Его сын Товий Нахманович (1896—1958)[63] возглавлял московское отделение издательства Зиновия Гржебина, был женат на художнице и искусствоведе Софье Акимовне (Соне Хаимовне) Гурни (1898—1961)[64], находившейся под следствием в 1920 году[65][66], впоследствии ведущей сотруднице Третьяковской галереи. Другой сын Зиновий Наумович (Залман Нахманович) Гржебин (1893—1961) — дерматовенеролог и учёный-медик, доктор медицинских наук, профессор, заведующий кафедрой кожных и венерических болезней МГУ, декан Ростовского медицинского института[67][68].
- Брат — Абрам Шиевич Гржебин (1871—?)[18], после эмиграции жил в Копенгагене, а после его смерти его семья осела в подмандатной Палестине.
- Сестра — Лея Шиевна (Елизавета Исаевна) Балтер (1875—?)[17], жила в Тифлисе, где её муж был управляющим местным отделением чаеторговой фирмы Высоцкого, с 1921 года в Риге. Племянница — Гита Абрамовна Балтер, музыковед[69]. Племянник — Павел Абрамович Балтер (1908—1941), архитектор, расстрелян 27 июля 1941 года по обвинению в шпионаже.
- Сестра — Сара Овшиевна (Софья Исаевна) Фарбман (англ. Sonia Farbman), с 1915 года вместе с мужем, журналистом и издателем Григорием Соломоновичем (Михаилом Семёновичем) Фарбманом, и дочерью Гитой (англ. Ghita Farbman) жила в Великобритании[70][71] (на протяжении многих лет комнату в их доме снимал их близкий друг — переводчик и издатель С. С. Котелянский)[72].

### Комментарии
1. ↑  Аполлонизм по Ницше — светлое начало, которому свойственны чувство меры, соразмерности, мудрого самоограничения, противопоставляющееся дионисийскому, тёмному и иррациональному.
2. ↑  Иван Павлович Ладыжников (13.01.1874 — 20.10.1945) — российский издатель, типограф, революционный деятель.
3. ↑  Михаил Семёнович Фарбман (1880—1933), журналист, заведующий редакцией издательства «Пантеон».

## Галерея
- Фотопортрет Шие Гржебина (отца З. И. Гржебина) из семейного архива
- Фотопортрет старшего брата Нахмана Шиевича Гржебина из семейного архива
- Ирина Гржебина (дочь издателя) в 1988 году с рекламой Хореографической школы Ирины и Лии Гржебиных